# 488 Madison Avenue
488 Madison Avenue, también conocido como Look Building, es un edificio de oficinas de 25 pisos en el Midtown Manhattan de Nueva York (Estados Unidos). Está a lo largo de la acera occidental de Madison Avenue entre las calles 51 y 52, cerca de la catedral de San Patricio. 488 Madison Avenue fue diseñado por Emery Roth & Sons en el estilo internacional, y fue construido y desarrollado por Uris Brothers. El edificio fue nombrado originalmente por su inquilino principal, la revista estadounidense Look.
El edificio tiene en gran parte una fachada de ladrillo blanco, intercalada con franjas horizontales de ventanas de aluminio. Los dos pisos más bajos contienen una entrada principal en Madison Avenue, así como varios escaparates de vidrio y metal. Los tres lados están conectados por paredes curvas. El exterior incluye varios retranqueos para cumplir con la Ley de Zonificación de 1916. Cada uno de los pisos del edificio tiene un área de piso promedio de 1810 m², una característica destinada a maximizar el espacio de oficina utilizable.
488 Madison Avenue se construyó entre 1948 y 1950 como un desarrollo inmobiliario especulativo, sin un inquilino principal. A fines de 1949, el edificio estaba completamente arrendado y recibió el nombre de la revista Look, que había firmado un contrato de arrendamiento por varios pisos. 488 Madison Avenue siguió siendo la sede de Look hasta que la revista dejó de publicarse en 1971, aunque siguió siendo conocida como Look Building durante varios años. El edificio ha sido propiedad de la Fundación MacArthur y The Feil Organization desde los años 1970. Se agregó al Registro Nacional de Lugares Históricos en 2005, y la Comisión de Preservación de Monumentos Históricos de Nueva York lo designó como un monumento oficial en 2010.

## Sitio

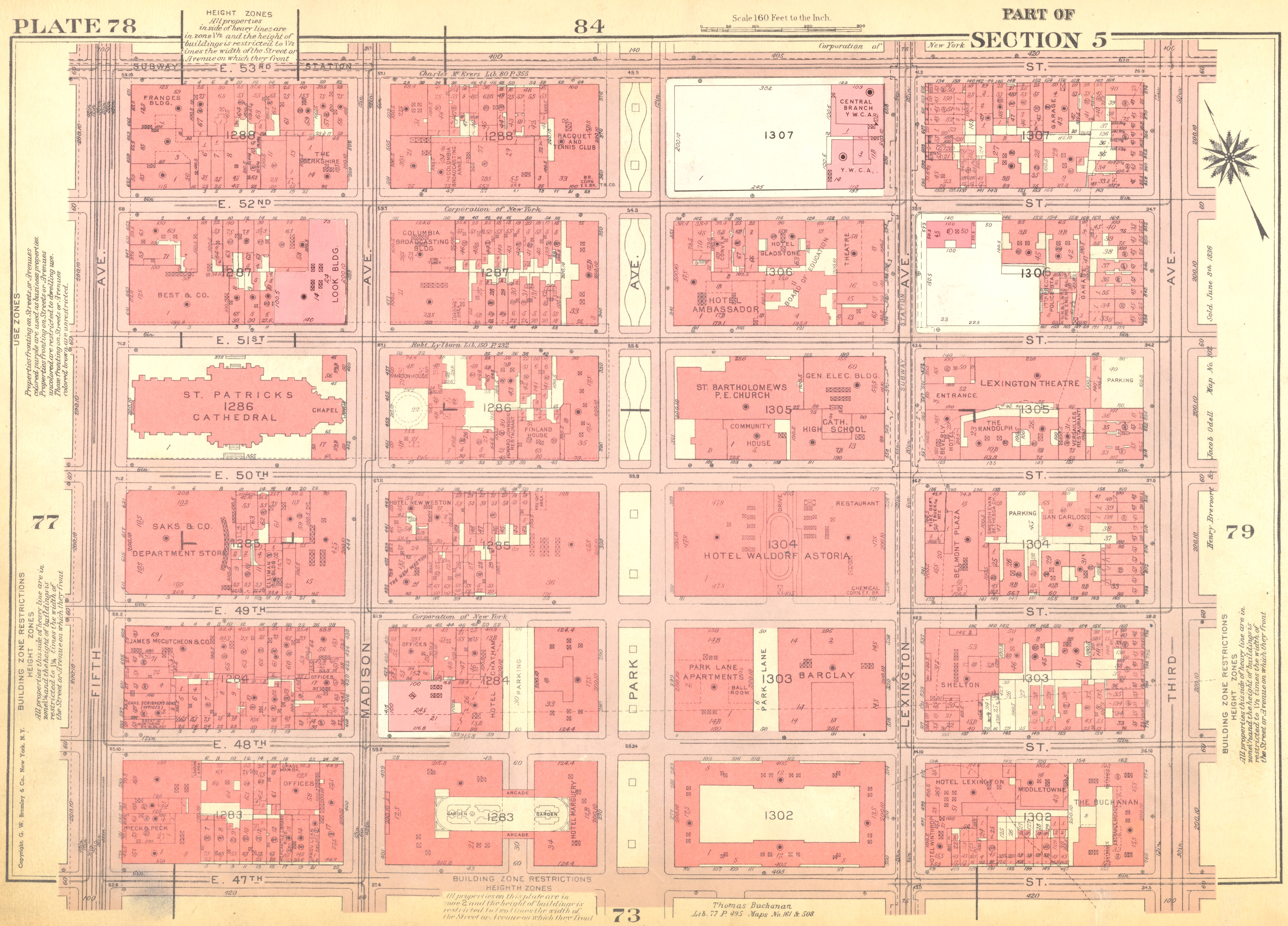
Mapa del sitio en 1955/1956

488 Madison Avenue se encuentra en el barrio de Midtown Manhattan de la ciudad de Nueva York. El terreno en forma de "L" está delimitado por Madison Avenue al este, 52nd Street al norte y 51st Street al sur. El terreno cubre aproximadamente 2010 m², con un frente de 22,9 m en la calle 52, 61 m en Madison Avenue, y 42,7 m en la calle 51. La Olympic Tower, Cartier Building y 647 Fifth Avenue están en la misma cuadra hacia el oeste, y 11 East 51st Street linda con 488 Madison Avenue a lo largo de 51st Street. Otros edificios cercanos incluyen la Catedral de San Patricio al sur, Villard Houses y el Lotte New York Palace Hotel al sureste, el CBS Studio Building al noreste y Omni Berkshire Place y 12 East 53rd Street al norte.
En el siglo XIX, el sitio de 488 Madison Avenue era propiedad de la Arquidiócesis de Nueva York, que usó el sitio para el Asilo Católico Romano. La Arquidiócesis de Nueva York construyó una escuela de oficios para niños en el sitio en 1893. La escuela estaba ubicada en un edificio de ladrillo rojo de cuatro pisos con torretas, así como una entrada principal con tres puertas. El asilo vendió gran parte de su terreno en 1902, y el edificio de la escuela de oficios se convirtió en el Cathedral College, que abrió sus puertas al año siguiente. La universidad se mudó del sitio en 1942. El tramo circundante de Madison Avenue fue en gran parte residencial hasta la Segunda Guerra Mundial, cuando se construyeron estructuras comerciales en la avenida.

## Diseño
488 Madison Avenue, originalmente el Look Building, fue diseñado por Emery Roth & Sons en el estilo internacional y construido por Uris Brothers entre 1948 y 1950. Las dos firmas estaban extremadamente asociadas y colaboraron en muchos proyectos a mediados del siglo XX, y Emery Roth & Sons fueron particularmente responsables del diseño de muchas de las estructuras modernistas en Madison Avenue después de la Segunda Guerra Mundial. Los contratistas incluyeron al proveedor de acero Harris Structural Steel Corporation y al ingeniero eléctrico Henry Oehrig. Algunos elementos del diseño actual datan de 1997, cuando Hardy Holzman Pfeiffer Associates renovó el exterior.
El escritor de arquitectura Robert A. M. Stern calificó el edificio como uno de los "mejores trabajos de posguerra" de Emery Roth & Sons. Stern escribió que fue influyente en el estilo internacional debido a sus ventanas de franjas horizontales. Según Stern, fue el primer diseño importante que construyó Emery Roth & Sons después de la muerte de su homónimo, el fundador Emery Roth.

### Fachada

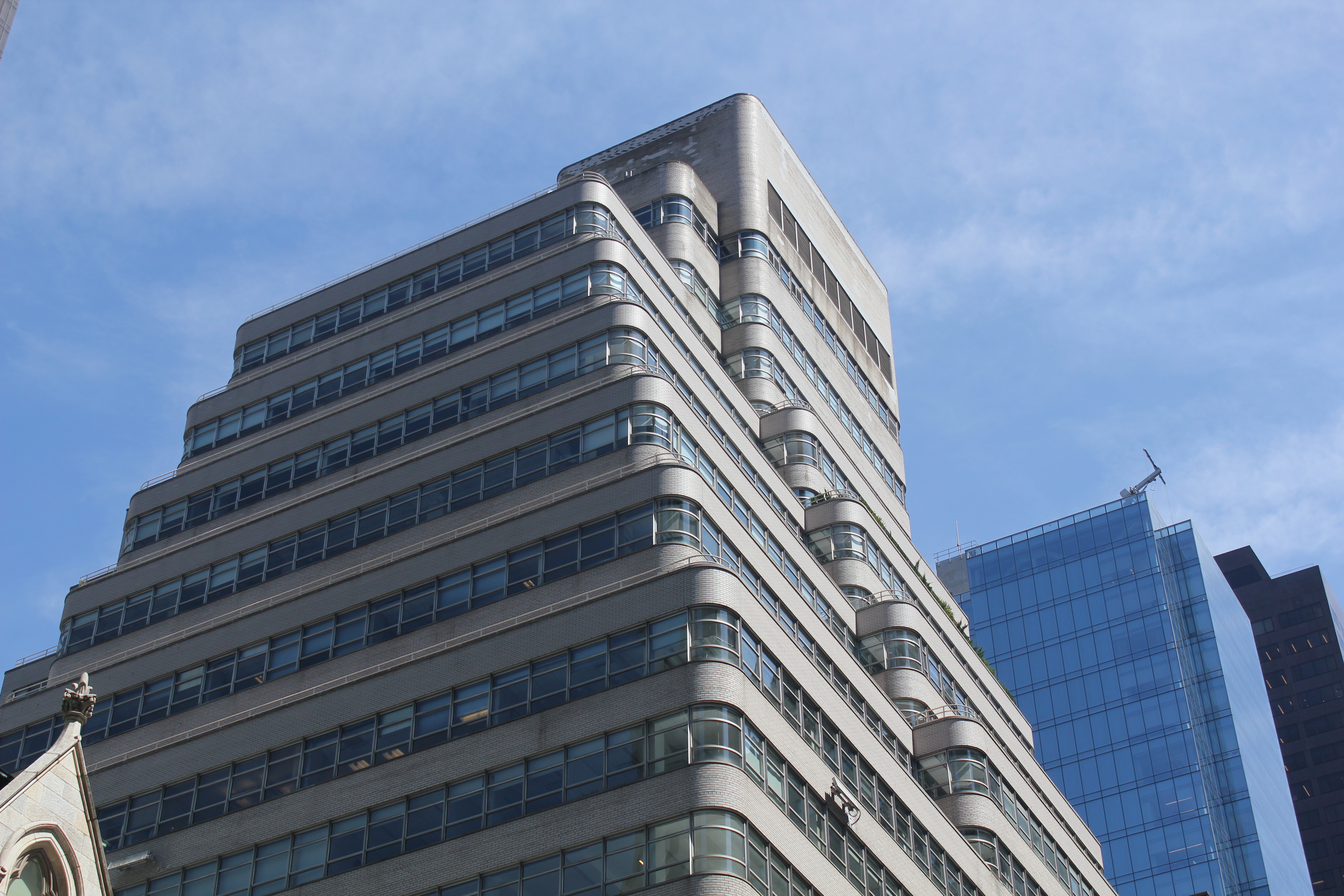
Detalle del revés

488 Madison Avenue tiene 23 pisos, con dos pisos mecánicos adicionales en la parte superior. La fachada tiene retranqueos para cumplir con la Ley de Zonificación de 1916. En la fachada sur, hay retrocesos en los pisos octavo y undécimo. Hay retranqueos adicionales en los tres lados en los pisos 13, 15, 17, 19, 21 y 23. 488 Madison Avenue mide 94 m de altura desde el nivel del suelo hasta el techo.
El diseño de la base data de una renovación a finales de los 80. La base tiene dos pisos de altura y consta de una pared de paneles de vidrio, algunos de los cuales están teñidos de negro. La entrada principal está en Madison Avenue, en el centro de ese lado, que desciende hacia la calle 52. La entrada principal tiene una puerta giratoria entre dos puertas batientes de vidrio. Estas puertas están empotradas dentro de un pasaje pavimentado con granito en tonos gris claro y oscuro. Sobre la entrada hay un cartel con el número "488". Una fila de paneles de piedra fundida corre por encima de la base en todos los lados. A ambos lados de la entrada principal, y en las calles 51 y 52, hay escaparates de aluminio.
El resto de la fachada está hecho principalmente de ladrillo blanco con ventanas de aluminio envueltas en una cinta continua alrededor de cada piso. Las ventanas están dispuestas horizontalmente en tres paneles y no contienen columnas detrás de ellas. El diseño pretendía poner énfasis en el eje horizontal, así como dar un efecto "ligero y alegre" a los ocupantes al contar con ventanas continuas. Según Percy Uris de Uris Brothers, "si un edificio tiene buenas líneas, su simplicidad se sumará a su belleza". Las curvas en las esquinas del edificio conectan cada fachada. Las esquinas curvas contienen un radio de 1,1 m. Marv Rothenstein, un empleado de Uris Brothers, afirmó que los motivos curvos se usaban con frecuencia en el diseño.

### Características

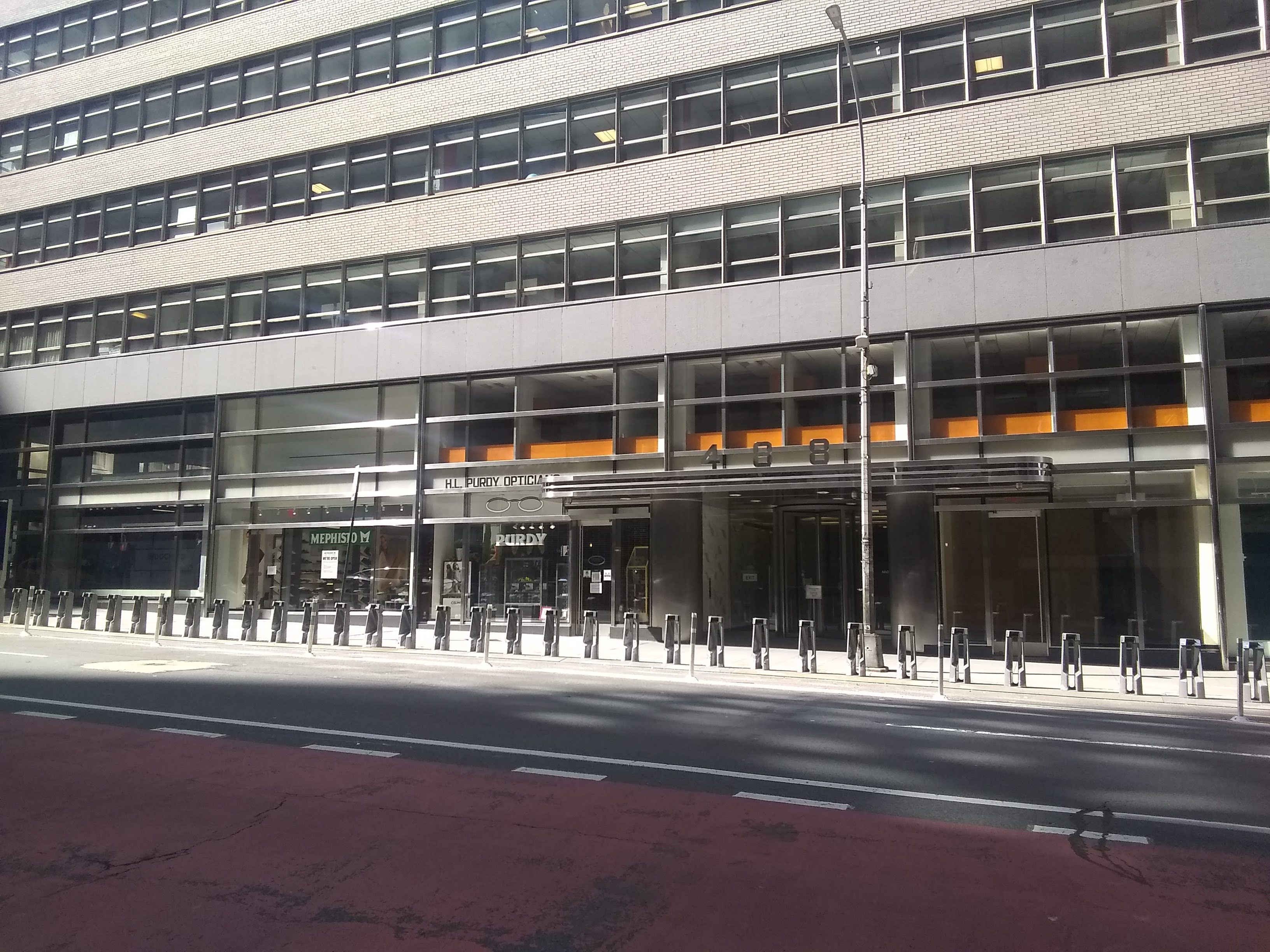
Entrada principal

El piso de una oficina promedio está diseñado con 1810 m² de espacio para oficinas, más del noventa por ciento del área del lote. Richard Roth de Emery Roth and Sons creía que, en general, había relativamente pocos "buenos inquilinos" que estuvieran dispuestos a ocupar áreas de piso más pequeñas. En consecuencia, buscó maximizar el espacio de oficina utilizable en los edificios de la empresa. Harold Uris de Uris Brothers creía de manera similar, diciendo: "Teníamos la política de crear la mayor cantidad de espacio al menor costo".
Los materiales en el vestíbulo han sido reemplazados, pero su distribución permanece prácticamente sin cambios desde la apertura del edificio. El suelo del vestíbulo está revestido de granito blanco y negro, y las paredes están revestidas de piedra caliza y contienen elementos decorativos de terrazo. El techo abovedado original fue reemplazado por un techo más bajo de estilo similar. Hay puertas de acero inoxidable en los ascensores, que datan del diseño original. Percy Uris trató de organizar los ascensores para que ningún cliente tuviera que esperar más de 35 segundos por un taxi, y también pretendía reducir la congestión del tráfico de peatones en el vestíbulo.

## Historia

### Desarrollo
El antiguo Cathedral College en Madison Avenue, entre las calles 51 y 52, se vendió en octubre de 1948 a los hermanos Uris por 2,6 millones de dólares. Al mes siguiente, se presentaron los planos para 488 Madison Avenue ante el Departamento de Edificios de Nueva York. En ese momento, había una gran demanda de espacio para oficinas en Midtown Manhattan; la nueva estructura fue uno de los ocho proyectos en curso en Manhattan que agregaron un 337 100 m² de espacio para oficinas. Los hermanos Uris anunciaron públicamente planes para 488 Madison Avenue en febrero de 1949 cuando se demolía el Cathedral College. Cuando se anunció el edificio, Architectural Forum dijo sobre el diseño, "Los defensores de la ventana de tira pueden anotar a otro recluta para sus filas". Para ese mes de abril, antes de que comenzara la construcción, los inquilinos ya habían alquilado nueve pisos.

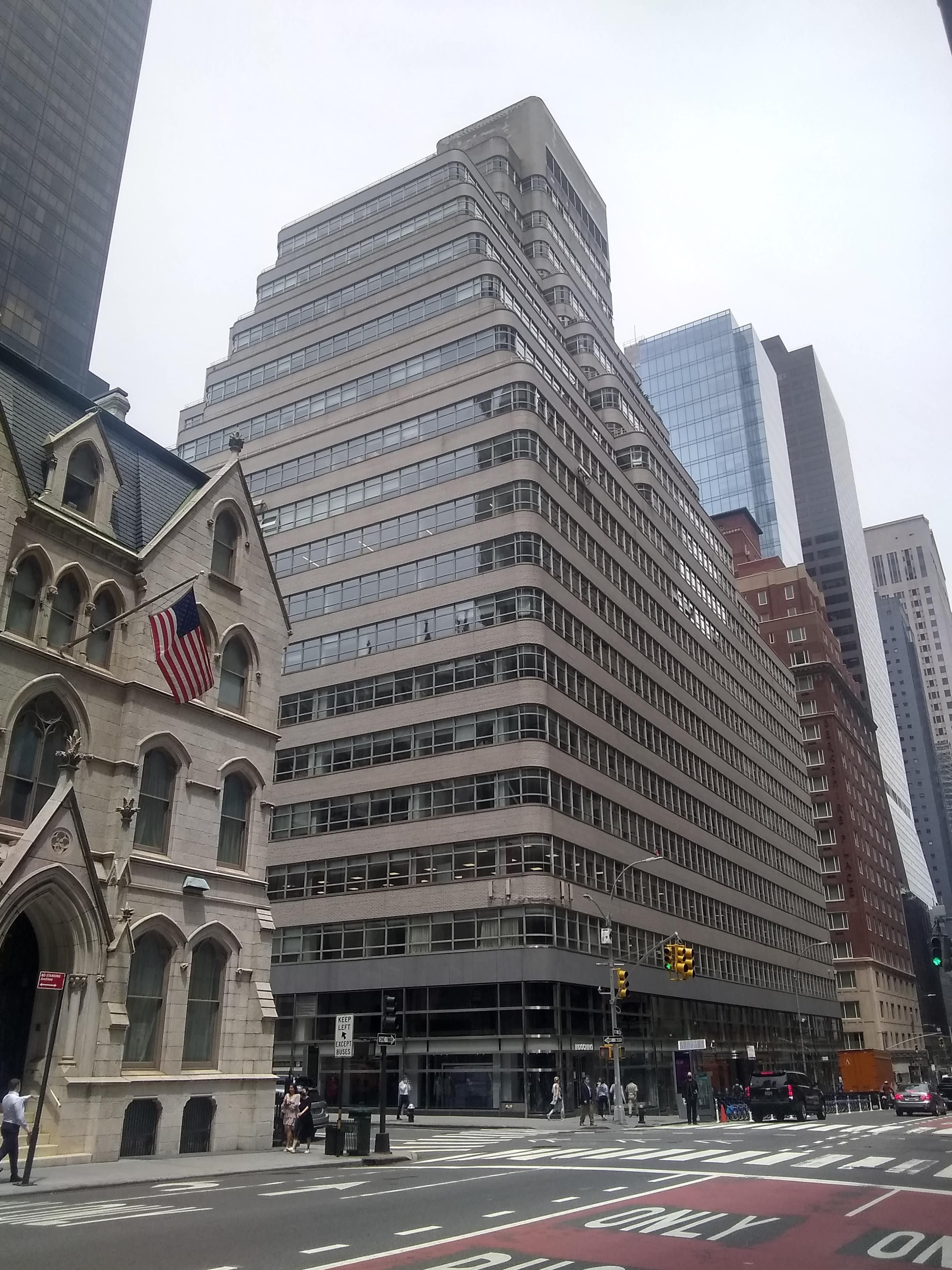
Vista de la esquina sureste del edificio desde el otro lado de Madison Avenue. La casa parroquial de la Catedral de San Patricio está a la izquierda.

El primer acero llegó al sitio el 1 de junio de 1949. La construcción de la estructura de acero fue difícil porque las esquinas de la fachada eran curvas, lo que requirió piezas de acero especialmente fabricadas. Según The New York Times, el contratista contrató a tres equipos de siete remachadoras para construir el marco. Sin embargo, Marv Rothenstein afirmó que el trabajo fue completado por siete equipos de cuatro remachadores cada uno. En cualquier caso, para el 7 de agosto, el acero se había construido hasta el piso diecinueve. La estructura de acero se completó a finales de ese mes, exactamente doce semanas después de la construcción de acero. El New York Times lo llamó "un récord de posguerra para la construcción de acero". Posteriormente, la fachada se erigió a razón de cuatro ventanas por semana. En noviembre de 1949, todo el espacio de oficinas se había alquilado por períodos prolongados. Los primeros inquilinos se mudaron a principios de 1950, y Uris Brothers obtuvo un préstamo hipotecario de 7,5 millones de dólares de Prudential Life Insurance Company en mayo de 1950

### Primeros inquilinos
Entre los inquilinos más grandes se encontraba Cowles Magazines, la empresa matriz de la revista Look, que inicialmente ocupó los pisos 10 al 12. La revista, fundada en 1937, se estaba expandiendo rápidamente en ese momento, con una tirada de tres millones en 1948. El edificio albergaba a varios otros inquilinos de la industria editorial, incluida la revista Seventeen y Pocket Books. Posteriormente, recibió el nombre de la revista Look a principios de 1950, a pesar de que se había planeado como un desarrollo especulativo. La revista Esquire, que ocupó el tercer y cuarto piso, intentó evitar que el edificio llevara el nombre de Look en junio de 1950. Esquire argumentó que el cambio de nombre haría que pareciera que su publicaciones estaban asociadas con Look. La demanda no resultó en ninguna acción significativa, ya que durante décadas el 488 Madison retuvo el nombre de "Look Building".
Los otros inquilinos iniciales incluían la cadena de restaurantes Schrafft's, que ocupaba partes del sótano y el primer piso, así como una floristería, un sastre, accesorios para mujeres y una agencia de venta de telas. Alitalia tomó una oficina en la planta baja y la New York Trust Company arrendó una sucursal bancaria en el primer piso y el sótano. En los pisos superiores, un par de asociaciones de seguros de vida ocuparon del séptimo al noveno piso, la Chemical Construction Company en los pisos 15 y 16 y la Agencia de Publicidad Katz en el 20. Emery Roth & Sons alquiló algo de espacio en su propio diseño, al igual que Raymond Loewy, quien ideó diseños para el modelo de autobús Scenicruiser para Greyhound Lines en el edificio. The Music Publishers Holding Company, una empresa matriz de sellos como Harms, Inc., New World Music, Remick Music y Witmark & Sons, también tenía espacio en el edificio. Un visitante del estudio de música del quinto piso de la compañía fue Bob Dylan, quien creó algunas pistas de demostración a principios de los años 1960.

### Uso posterior

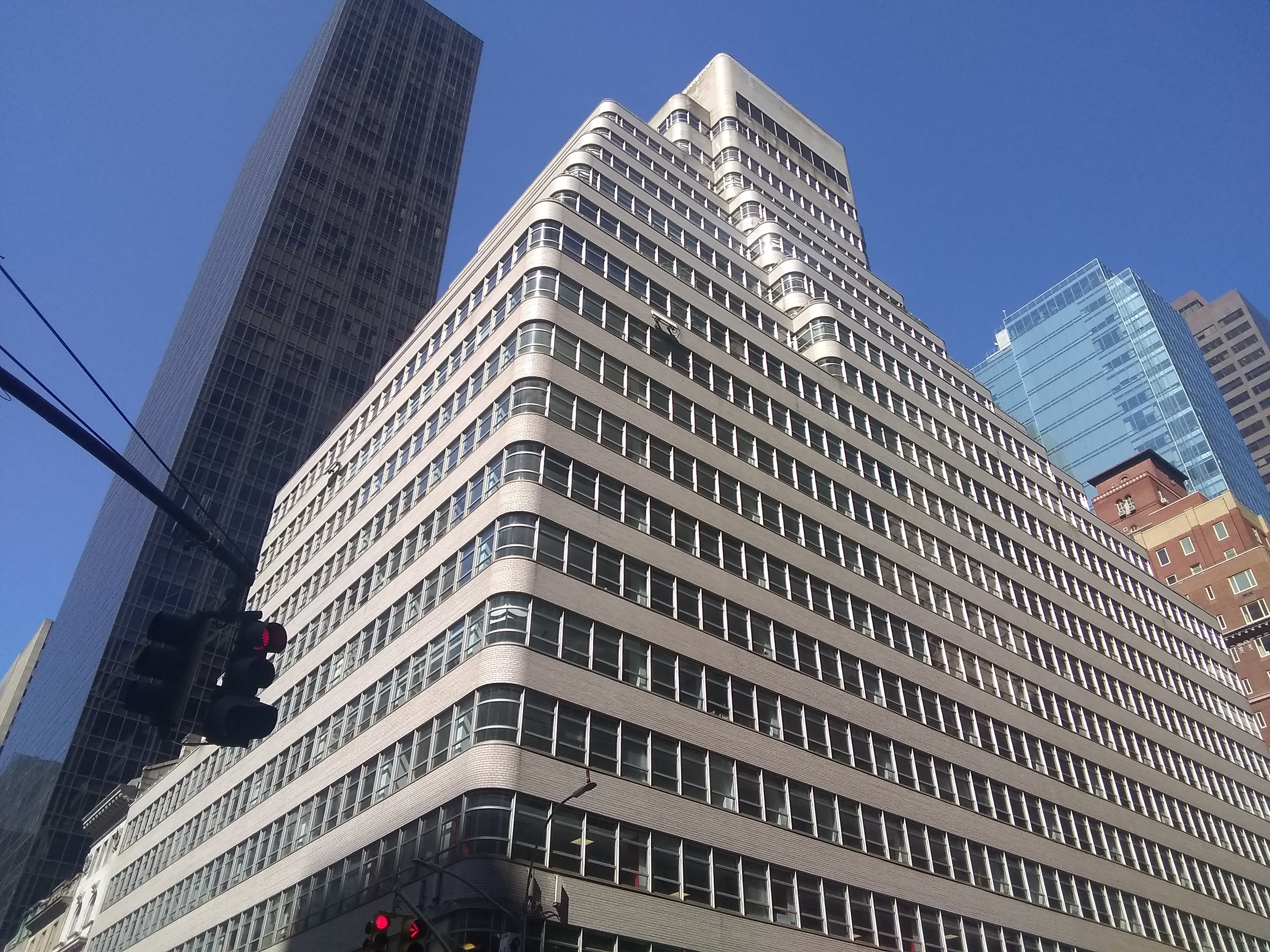
Visto desde la calle 51, con la Torre Olímpica a la izquierda

El Look Building fue comprado por Metropolitan Life Insurance Company en abril de 1953 y arrendado a Uris en agosto. En 1963, Cowles Magazines expandió su espacio en el edificio en 7200 m². Antes de la expansión, Cowles ya era el inquilino más grande de 488 Madison Avenue, con 11 600 m². En un momento, la empresa tenía seis pisos en el edificio. La revista Look finalmente desapareció en octubre de 1971. El contrato de arrendamiento del edificio, excluyendo el terreno, fue cedido por Charles Benenson a John D. MacArthur en noviembre de 1973, aunque la propiedad del terreno no se vio afectada. Alrededor de ese tiempo, la propiedad pasó a una empresa conjunta entre John D. y Catherine T. MacArthur Foundation y The Feil Organization. A finales del siglo XX, la revista Institutional Investor y Abbeville Press también se habían convertido en inquilinos de 488 Madison Avenue.
A pesar del cierre de la revista Look, 488 Madison Avenue continuó siendo referido como el Edificio Look. El lado sur del ático contenía letras que deletreaban "Look Building" hasta al menos 1980. Horowitz Immerman Architects renovó la base a fines de los años 1980, reemplazando la fachada original con un diseño más moderno de acero y vidrio negro. A mediados de los años 1990, Feil contrató a Hardy Holzman Pfeiffer Associates para renovar el edificio. Los propietarios decidieron restaurar la fachada en lugar de reconstruirla porque la restauración de la fachada era más barata que por consideraciones estéticas. Durante esta restauración, las ventanas de acero fueron reemplazadas por paneles con marco de aluminio, el ladrillo fue limpiado y reemplazado parcialmente, y los marcos de las ventanas de pizarra fueron reemplazados. Además, Fox & Fowle renovó el interior. Tras el final de la restauración, a finales de 1998, la Sociedad Municipal de Arte acogió una exposición sobre la restauración del edificio.
El edificio fue incluido en el Registro Nacional de Lugares Históricos el 24 de febrero de 2005, y la Comisión de Preservación de Monumentos Históricos de Nueva York lo designó como monumento histórico de la ciudad el 27 de julio de 2010. La Organización Feil anunció una renovación del vestíbulo en 2012 con diseños de Goldstein, Hill & West Architects. El trabajo se completó a principios del año siguiente. A mediados de los años 2010, los inquilinos incluían bufetes de abogados y agencias de publicidad. Además, Feil Organization arrendó espacio a algunas tiendas de ropa masculina en línea en 2018.